# Олексіївка (Камінь-Каширський район)
Олексі́ївка — село в Україні, у Камінь-Каширській громаді Камінь-Каширського району Волинської області. Населення становить 562 особи.

## Географія
Село розташоване на лівому березі річки Цир.

## Населення
Згідно з переписом УРСР 1989 року чисельність наявного населення села становила 442 особи, з яких 217 чоловіків та 225 жінок.
За переписом населення України 2001 року в селі мешкало 559 осіб.

### Мова
Розподіл населення за рідною мовою за даними перепису 2001 року:
| Мова       | Відсоток |
| ---------- | -------- |
| українська | 99,47 %  |
| російська  | 0,53 %   |